# クラウド (ダンサー)
ダニエル "クラウド" カンポス (Daniel "Cloud" Campos、1983年5月6日 － )はアメリカ合衆国のダンサー、監督、振付師。

## 幼年期
カリフォルニア州のサンディエゴとフロリダのオーランドで育った。クラウドはB-Boyとして11歳から踊り始めた。彼は同じくB-Boyであった兄のケヴィン・カンポスからブレイクダンスを習った。幼少期はサンディエゴで過ごした。12歳の時にフロリダに移り、ハイ・ボルテージというアクロバティック・ダンス集団とツアーを周ったり、1995年に設立された当初はB-Boyコネクションとして活動していたスキル・メソッズのメンバーになった。「クラウド」というB-BoyネームについてはKoreanRoc.comとの2011年のインタビューで
雲が動くと変化して形を変えて空にアートを作り出すだろ？僕が踊りだすとフロアは空になって、僕はアートを作り出す雲になるんだ。
という由来を明かしている。

## ダンス・キャリア
ダンス業界でのキャリアに注力するためにロサンゼルスに移った後、彼はマドンナの2つのツアー、2004年のThe Re-Invention  Tourと2006年のConfessions Tourに参加した。彼はマドンナの「ハング・アップ」と「ソーリー」のミュージックビデオにも登場している。その他に「グル―ヴァルース」というステージ・ショーでもパフォーマンスした。
2009年、スキル・メソッズのメンバーとともにイギリスのB-Boyチャンピオンシップで優勝する。同年にはレッド・ブル・BC・ワンにも参加し、シャキーラのミュージックビデオ「ディド・イット・アゲイン」にも最年長の男性ダンサーとして参加した。
2010年、オンラインシリーズの『The XLD』にイリスターとして出演し、『ステップ・アップ3』にも敵役のキッド・ダークネスとして出演した。2011年、マイケル・ジャクソン：ザ・イモータル・ワールドツアーの10人の振付師の中の一人に選ばれる。
2012年10月、イギリスのブログ『ザ・ネクスト・ハイプ』はクラウドがライバル関係にあるアップルとマイクロソフト、どちらのコマーシャルにも出演したことを記事で取り上げた。一例として2012年にクラウドがリード・ダンサーとして出演したマイクロソフト・サーフェイスのコマーシャルはYouTubeで拡散されるほど人気になったが、その3年前にクラウドはiPod nano のコマーシャルに出演していた。これについて『ザ・ネクスト・ハイプ』はずさんだと指摘している。例としては他にもあり、クラウドはその前の2004年にもいくつかのiPodのコマーシャルにも出演していたが、2013年にもマイクロソフトは別のサーフェイス・プロ・モデルのコマーシャルで再びクラウドをリード・ダンサーに起用している。

## フィルム・キャリア
クラウドは17歳の時に映像制作に興味を持った。最初のショートフィルム「ザ・ペーパーボーイ」はユニバーサル・スタジオ・フロリダの裏道で撮影して作られた。その映像をYouTubeに投稿して好評価だったことから、映像制作を続けることを決めた。ショートフィルム「ヘヴン・アウェイツ」は2005年のフィルメリカ・チャレンジでグランプリを獲得した。2011年、Kickstarterを通じてミュージカル「トゥデイ・ザ・デイ」の制作のために寄付を募ったところ、5万ドルもの寄付があった。
2013年、クラウドはゼッドのミュージックビデオ「ステイ・ザ・ナイト」とパラモアの「ナウ」のミュージックビデオを監督した。クラウドは前妻のタマラとともにラウラ・ウェルシュの「コールド・フロント」のミュージックビデオを共同で監督・振付した。クラウドのVimeoチャンネルに投稿された後、「コールド・ピック」はVimeoのスタッフによって選出された。
2014年11月、バッド・サンズの「ソルト」のビデオを監督。
クラウドはパニック!アット・ザ・ディスコの楽曲「裸の王様」「ディス・イズ・ゴスペル」「セイ・アーメン（サタデー・ナイト）」のビデオを監督、「ディス・イズ・ゴスペル」はタマラと共同で振付。
2017年、クラウドは映画『グレイテスト・ショーマン』のアシスタント振付師として参加。「ザ・アザー・サイド」の曲中、ザック・エフロンとヒュー・ジャックマンにリズミカルに飲み物を提供するが一言も発さないバーテンダーとしても出演し注目を集めた。
2019年、2020年、2022年とジャクソン・ワンの楽曲「ブレット・トゥ・ザ・ハート」「100ウェイズ」「ブロウ」のビデオ監督を務めた。